# Mugilogobius
Mugilogobius is een geslacht van straalvinnige vissen uit de familie van grondels (Gobiidae). Het geslacht is voor het eerst wetenschappelijk beschreven in 1899 door Smitt.

## Soorten
- Mugilogobius abei (Jordan & Snyder, 1901)
- Mugilogobius adeia Larson & Kottelat, 1992
- Mugilogobius amadi (Weber, 1913)
- Mugilogobius cagayanensis Aurich, 1938
- Mugilogobius cavifrons Weber, 1909
- Mugilogobius chulae Smith, 1932
- Mugilogobius duospilus (Fowler, 1953)
- Mugilogobius durbanensis Barnard, 1927
- Mugilogobius fasciatus Larson, 2001
- Mugilogobius filifer Larson, 2001
- Mugilogobius fontinalis (Jordan & Seale, 1906)
- Mugilogobius fusca Herre, 1940
- Mugilogobius fusculus Nichols, 1951
- Mugilogobius inhacae (Smith, 1959)
- Mugilogobius karatunensis Aurich, 1938
- Mugilogobius latifrons Boulenger, 1897
- Mugilogobius lepidotus Larson, 2001
- Mugilogobius littoralis Larson, 2001
- Mugilogobius mertoni Weber, 1911
- Mugilogobius myxodermus Herre, 1935
- Mugilogobius notospilus Günther, 1877
- Mugilogobius nuicocensis Nguyễn & Vo, 2005
- Mugilogobius paludis Whitley, 1930
- Mugilogobius parvus (Oshima, 1919)
- Mugilogobius platynotus Günther, 1861
- Mugilogobius platystomus Günther, 1872
- Mugilogobius rambaiae Smith, 1945
- Mugilogobius rexi Larson, 2001
- Mugilogobius rivulus Larson, 2001
- Mugilogobius sarasinorum Boulenger, 1897
- Mugilogobius stigmaticus De Vis, 1884
- Mugilogobius tagala Herre, 1927
- Mugilogobius tigrinus Larson, 2001
- Mugilogobius wilsoni Larson, 2001
- Mugilogobius zebra Aurich, 1938